# Ankylopteryx (Ankylopteryx) quadrimaculata
Ankylopteryx (Ankylopteryx) quadrimaculata is een insect uit de familie gaasvliegen (Chrysopidae), die tot de orde netvleugeligen (Neuroptera) behoort. De soort komt voor in China.